# Forest Motor Car Company
Forest Motor Car Company war ein US-amerikanischer Hersteller von Automobilen.

## Unternehmensgeschichte
Das Unternehmen wurde 1905 in Boston in Massachusetts gegründet. Die Produktion von Automobilen begann, die als Forest vermarktet wurden. 1906 endete die Produktion. Eine Quelle gibt an, dass das Unternehmen danach noch als Fahrzeughändler existiert haben könnte.

## Fahrzeuge
Im Angebot stand nur ein Modell. Es hatte einen Zweizylindermotor mit 20 PS Leistung. 114,3 mm Bohrung und 177,8 mm Hub ergaben 3649 cm³ Hubraum. Das Getriebe hatte drei Gänge. Das Fahrgestell hatte 218 cm Radstand. Die offene Karosserie war als Tourenwagen ausgeführt und bot Platz für fünf Personen. Die Höchstgeschwindigkeit war mit 64 km/h angegeben. Der Neupreis betrug 1200 US-Dollar und beinhaltete Scheinwerfer und Hupe.